# Polygonia agnicula
Polygonia agnicula är en fjärilsart som beskrevs av Moore 1872. Polygonia agnicula ingår i släktet Polygonia och familjen praktfjärilar. Inga underarter finns listade i Catalogue of Life.